# Josef Šural
Pour les articles homonymes, voir Sural.
Josef Šural, né le 30 mai 1990 à Hustopeče en Tchécoslovaquie et mort le 29 avril 2019 en Turquie, est un footballeur international tchèque, qui évolue au poste de milieu offensif.

## Biographie

### Carrière en club
Avec les clubs du Slovan Liberec et du Sparta Prague, Josef Šural dispute 4 matchs en Ligue des champions, pour un but inscrit, et 27 matchs en Ligue Europa, pour 7 buts inscrits.
En Gambrinus Liga, il inscrit un triplé contre l'équipe du Dukla Prague en août 2012 (victoire 3-2), puis un autre triplé contre le Baník Ostrava en août 2014 (victoire 6-0).

### Carrière internationale
Josef Šural compte 20 sélections et 1 but avec l'équipe de Tchéquie depuis 2013,. 
Il est convoqué pour la première fois en équipe de Tchéquie par le sélectionneur national Pavel Vrba, pour un match amical contre le Canada le 15 novembre 2013. Lors de ce match, Josef Šural entre à la 74e minute de la rencontre, à la place de Václav Kadlec. Le match se solde par une victoire 2-0 des Tchèques. 
Le 13 octobre 2015, il inscrit son premier but en sélection contre les Pays-Bas, lors d'un match des éliminatoires de l'Euro 2016. Le match se solde par une victoire 3-2 des Tchèques.

### Mort
Le  29 avril 2019, Josef Šural meurt dans un accident de minibus au retour d'un match. Six autres de ses coéquipiers, également présents dans le car, sont blessés mais leur vie n'est pas en danger.

## Palmarès
- Avec le Slovan Liberec
  - Champion de République tchèque en 2012
  - Vainqueur de la Coupe de Tchéquie en 2015